# Aquilegia dinarica
Aquilegia dinarica är en ranunkelväxtart som beskrevs av Günther von Mannagetta und Lërchenau Beck. Aquilegia dinarica ingår i släktet aklejor, och familjen ranunkelväxter. Inga underarter finns listade i Catalogue of Life.

## Bildgalleri

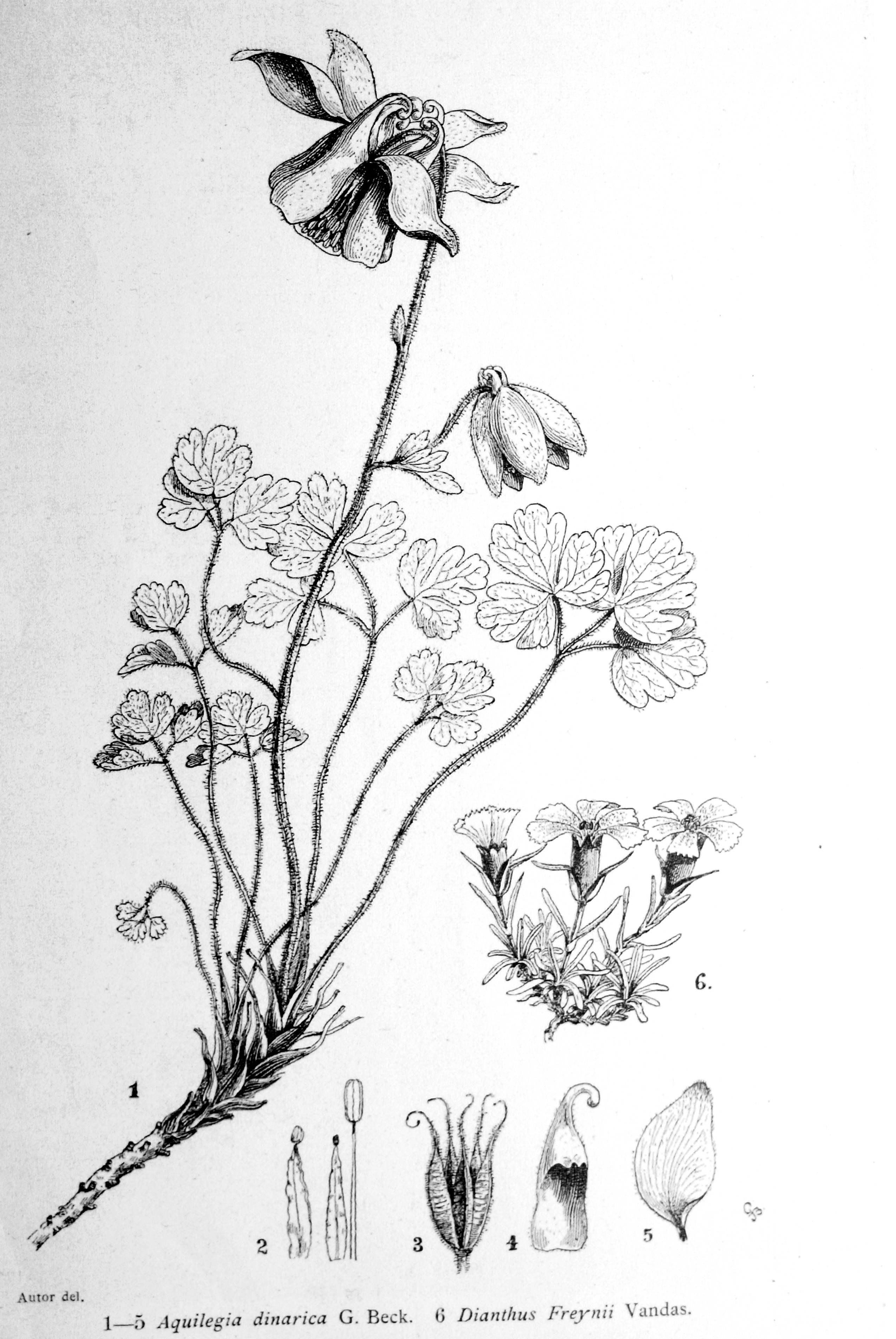
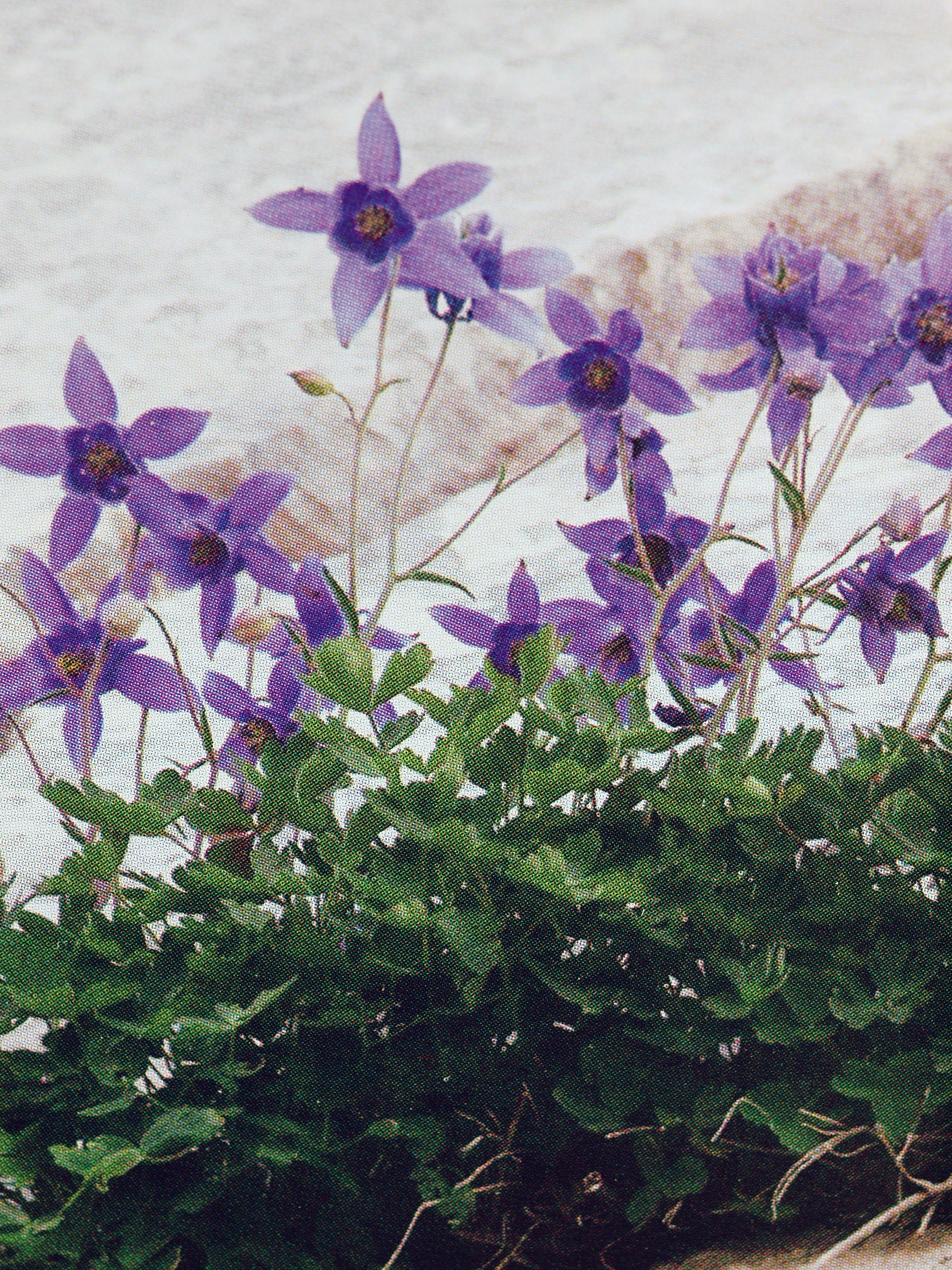
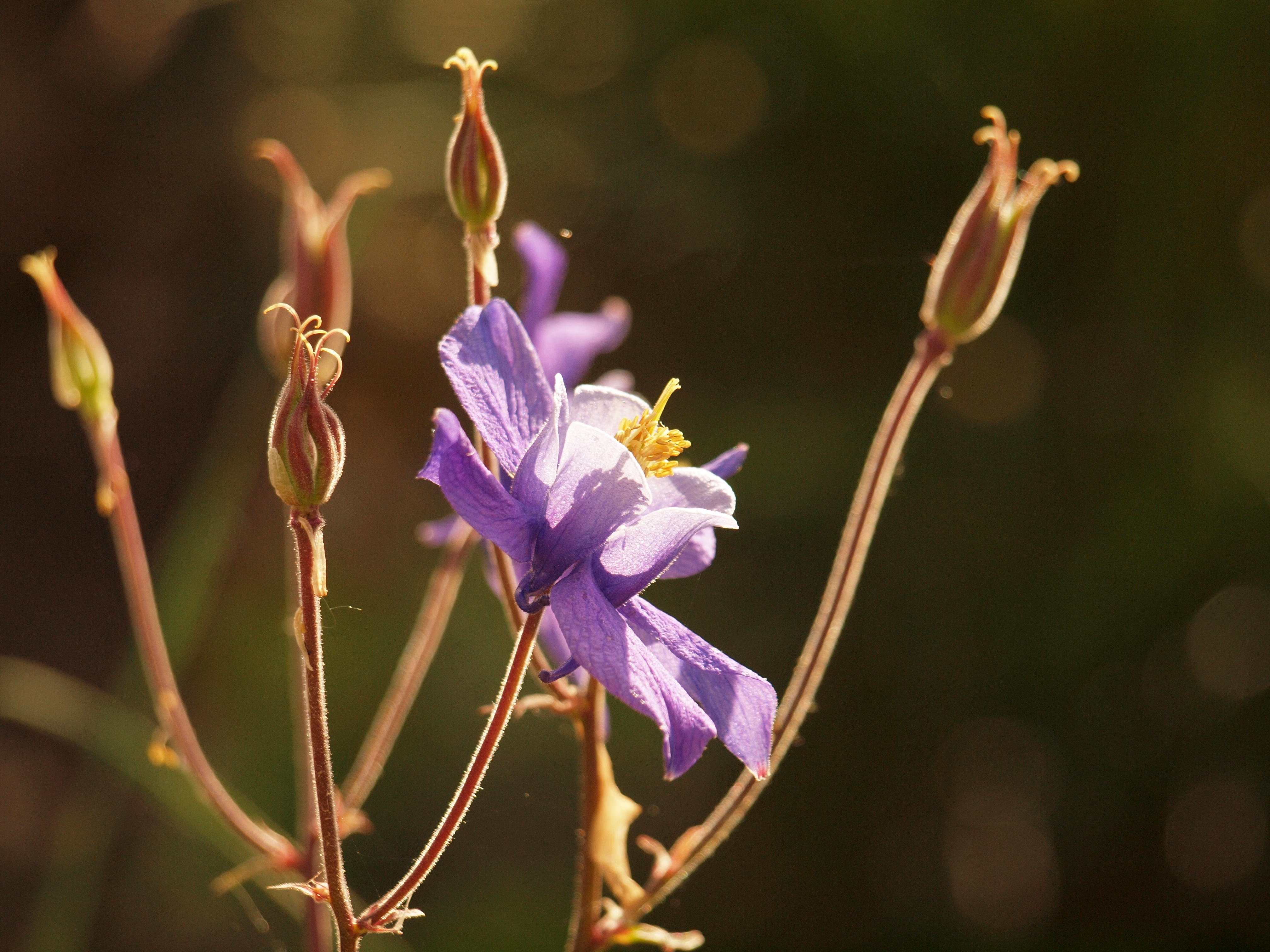
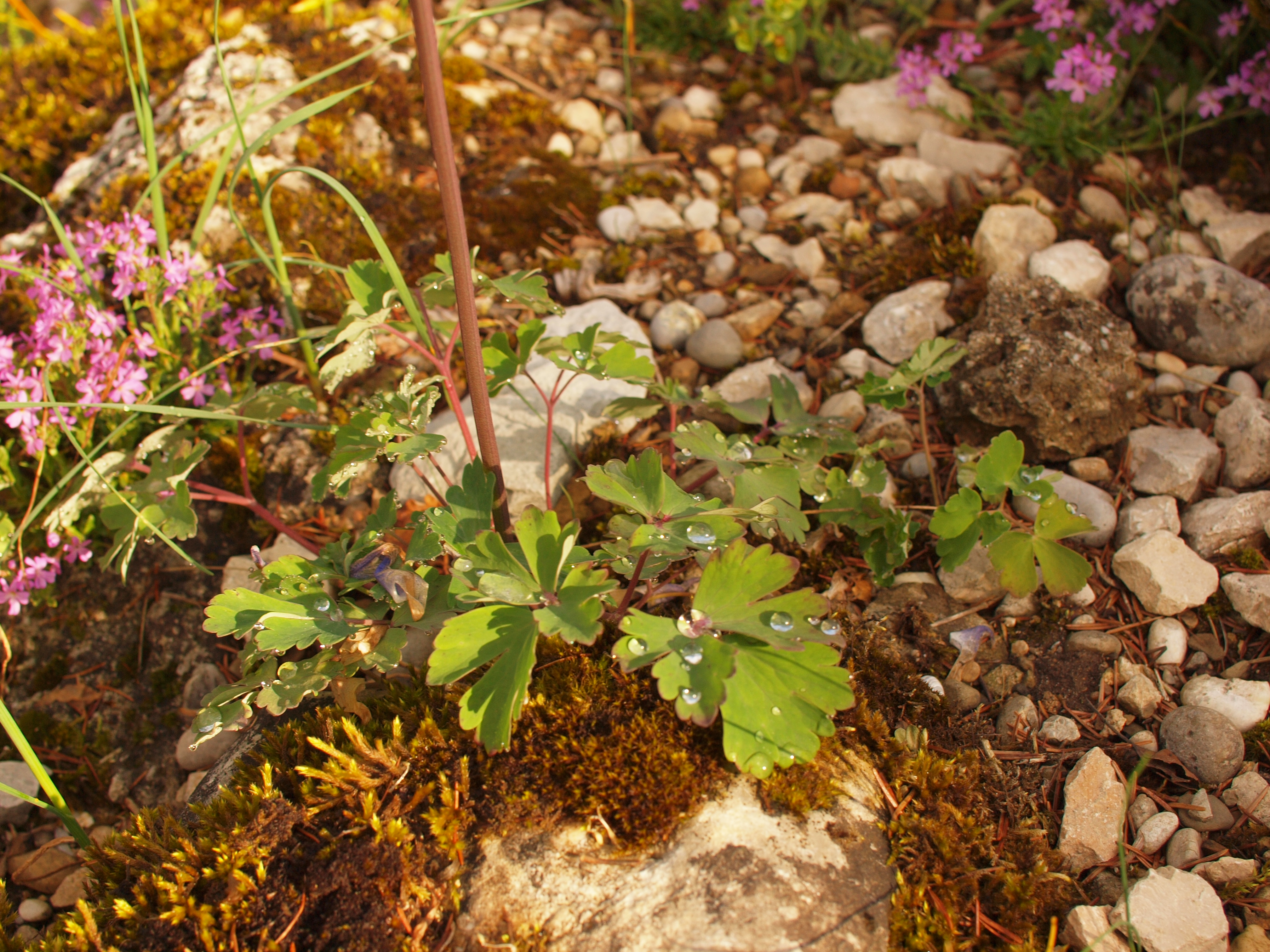